# María Asención Álvarez Solís
María Asención Álvarez Solís (4 de diciembre de 1950) popularmente conocida por el hipocorístico Doña Mary, es una política mexicana integrante del partido Movimiento Ciudadano. Fue diputada federal para el periodo de 2021 a 2024.

## Biografía
Cursa la licenciatura en Administración de Empresas en la Universidad Metropolitana de Guadalajara y tiene un diplomado en Alta Dirección por el Instituto Tecnológico y de Estudios Superiores de Monterrey.
Inició su actividad política como coordinadora del grupo social «Doña Mary», integrado por líderes sociales de la localidad de San Sebastián el Grande, municipio de Tlajomulco de Zúñiga, Jalisco.
En 2010 el presidente municipal de Tlajomulco de Zúñiga, Enrique Alfaro Ramírez la nombró directora del Sistema DIF municipal hasta el fin de su gobierno en 2012, de ese año a 2015 fue elegida regidora del Ayuntamiento de Tlajomulco que se periodo fue presidido por Ismael del Toro, y de 2015 a 2018 volvíó a encabezar el DIF municipal por nombramiento del presidente municipal Alberto Uribe Camacho.
En 2016 fue delegada de Mujeres de Movimiento Ciudadano y en 2018 fue elegida diputada federal suplente por el Distrito 12 de Jalisco, siendo diputada propietaria Adriana Medina Ortiz y no fue llamada a ejercer la diputación. El 6 de diciembre de 2018 Enrique Alfaro Ramírez asumió la gubernatura de Jalisco y la designó titular de la Dirección de Atención a las Personas Adultas Mayores de su gobierno.
Renunció al cargo para ser postulada candidata de Movimiento Ciudadano a diputada federal por el Distrito 12, logró el triunfo, y fue elegida a la LXV Legislatura que concluyó en 2024. En la Cámara de Diputados fue secretaria de las comisiones de Atención a Grupos Vulnerables; y, de Vivienda; e integrante de la comisión de Bienestar.